# Bruno Savry
Bruno Savry est un footballeur français né le 11 mars 1974 à Avignon. Son poste de prédilection est défenseur.

## Biographie
Bruno Savry a joué 4 matchs en Ligue 1 avec le FC Istres lors de la saison 2004-2005.

## Carrière
- 1988-1993 :  CS Louhans-Cuiseaux
- 1992-2006 :  FC Istres (145 matchs, 1 but)
- 2006-2007 :  Sporting Toulon Var (28 matchs, 1 but)
- juil. 2007-oct. 2007 :  AD Municipal Liberia (4 matchs)
- oct. 2007-2010 :  SO Cassis Carnoux (90 matchs)[1]

## Statistiques
- 4 matchs en Ligue 1 (185 minutes de jouées)
- 110 matchs et 1 but en Ligue 2 (8 806 minutes de jouées)